# Granger Smith
Granger Kelly Smith (* 4. September 1979 in Dallas, Texas) ist ein US-amerikanischer Countrysänger.

## Biografie
Granger Smith wuchs in Dallas auf. Bereits mit 14 Jahren stand er auf der Bühne und in seiner Zeit an der Texas A&M University machte er seine ersten Plattenaufnahmen. Waiting on Forever hieß 1998 sein erstes selbstproduziertes Album. Er unterschrieb einen Vertrag mit EMI Music, unterbrach sein Studium und ging nach Nashville. Die Zeit in der Music City war eine musikalische Lehrzeit, die aber fruchtlos blieb. Er produzierte weitere Alben ohne den Durchbruch zu schaffen und kehrte Mitte der 2000er Jahre wieder nach Texas zurück, um sein Studium zu beenden. Als lokaler Musiker verfolgte er seine Karriere weiter und machte sich in seinem Heimatstaat einen Namen. Auch nahm er weiter Alben auf, insgesamt 8 Eigenproduktionen, darunter auch ein Livealbum.
Erst Anfang der 2010er Jahre schloss er sich dem Label Pioneer an und machte mit dem Album Dirt Road Driveway seine erste professionelle Veröffentlichung. Darauf verwendete er bei 2 Songs das Pseudonym Earl Dibbles Jr. Auf Anhieb kam er damit nicht nur in die Countrycharts, sondern auch in die Top 50 der offiziellen Albumcharts. Ähnlich erfolgreich war die EP 4×4 zwei Jahre später. Der Wechsel zu Wheelhouse Records ein Jahr darauf brachte ihm noch einmal einen Schub nach vorne. Das Album Remington erreichte die Top 3 der Countrycharts und kam auf Platz 12 der Billboard 200. Mitverantwortlich für den Erfolg war der Backroad Song, ein Nummer-1-Radiohit bei den Countrysendern, der es auch in die Top 50 der Singlecharts schaffte und mit Gold ausgezeichnet wurde.
Mit dem dritten Labelalbum When the Good Guys Win konnte er 2017 an den Erfolg anknüpfen.

## Privat
Smith ist seit 2010 mit seiner Frau Amber verheiratet. 2012 wurde die Tochter London, 2014 bzw. 2016 die Söhne Lincoln und River geboren. Die Familie wurde im Juni 2019 von einem Schicksalsschlag überschattet, als der jüngste Sohn River im Alter von drei Jahren in einem Pool tödlich verunglückte. 2021 kam das vierte Kind bzw. der dritte Sohn Maverick zur Welt.

## Diskografie

### Alben
| Jahr | Titel                                 | Höchstplatzierung, Gesamtwochen, AuszeichnungChartplatzierungen (Jahr, Titel, Platzierungen, Wochen, Auszeichnungen, Anmerkungen) | Höchstplatzierung, Gesamtwochen, AuszeichnungChartplatzierungen (Jahr, Titel, Platzierungen, Wochen, Auszeichnungen, Anmerkungen) | Anmerkungen |
| Jahr | Titel                                 | US | Country | Anmerkungen |
| ---- | ------------------------------------- | --- | --- | ----------- |
| 2013 | Dirt Road Driveway                    | US48 (2 Wo.)US | Country15 (23 Wo.)Country |             |
| 2014 | 4×4                                   | US51 (1 Wo.)US | Country6 (3 Wo.)Country | EP          |
| 2016 | Remington                             | US12 (5 Wo.)US | Country3 (25 Wo.)Country |             |
| 2017 | When the Good Guys Win                | US29 (1 Wo.)US | Country2 (4 Wo.)Country |             |
| 2018 | They Were There: A Hero’s Documentary | US200 (1 Wo.)US | Country23 (1 Wo.)Country | Soundtrack  |
| 2020 | Country Things                        | US83 (1 Wo.)US | Country13 (1 Wo.)Country |             |

Weitere Alben
- Waiting on Forever (1998)
- Memory Rd. (2004)
- Pockets of Pesos (2005)
- Livin’ like a Lonestar (2006)
- We Bleed Maroon (EP, 2006)
- Don’t Listen to the Radio (2009)
- Poets & Prisoners (2011)
- Live at the Chicken (Livealbum, 2012)

### Singles
| Jahr | Titel Album                              | Höchstplatzierung, Gesamtwochen, AuszeichnungChartplatzierungen (Jahr, Titel, Album, Platzierungen, Wochen, Auszeichnungen, Anmerkungen) | Höchstplatzierung, Gesamtwochen, AuszeichnungChartplatzierungen (Jahr, Titel, Album, Platzierungen, Wochen, Auszeichnungen, Anmerkungen) | Anmerkungen            |
| Jahr | Titel Album                              | US | Country | Anmerkungen            |
| ---- | ---------------------------------------- | --- | --- | ---------------------- |
| 2015 | City Boy Stuck 4×4                       | — | Country47 (1 Wo.)Country |                        |
| 2016 | Backroad Song Remington                  | US49 Gold · (16 Wo.)US | Country4 (26 Wo.)Country |                        |
| 2016 | If the Boot Fits Remington               | US80 (3 Wo.)US | Country14 (29 Wo.)Country |                        |
| 2016 | Merica Remington                         | — | Country48 (1 Wo.)Country | feat. Earl Dibbles Jr. |
| 2018 | Happens like That When the Good Guys Win | US— GoldUS | Country18 (29 Wo.)Country |                        |

Weitere Singles
- Colorblind (2008)
- Don’t Listen to the Radio (2009)
- Gypsy Rain (2009)
- I Almost Am (2010)
- Supterstitious 17 (2010)
- 5 More Minutes (2011)
- Sleeping on the Interstate (2011)
- I’m Wearing Black (2011)
- Letters to London (2012)
- That’s What I Do with It (2012)
- We Do It in a Field (2012)
- Silverado Bench Seat (2013)
- Miles and Mud Tires (2013)
- The Country Boy Song (2013, mit Earl Dibbles Jr, US: Gold)
- If Money Didn’t Matter (2014)
- Bury Me in Blue Jeans (2014)